# Hajrá, csajok!
A Hajrá, csajok! (eredeti címe: Bring It On) 2000-ben bemutatott amerikai zenés sportvígjáték, amelyet Jessica Bendiger forgatókönyvéből Peyton Reed rendezett. A Hajrá, csajok-franchise első része. A főbb szerepben Kirsten Dunst, Eliza Dushku, Jesse Bradford és Gabrielle Union látható.
2000. augusztus 22-én mutatták be az Egyesült Államokban. Magyarországon december 7-től vetítették a mozikban. Habár a kritikusok szerényen méltatták, a film igazi kasszasiker lett a mozikban.
A folytatást 2004-ben mutatták be Hajrá, csajok, újra! címmel. A 2022-es résszel bezárólag további öt rész készült.

## Cselekmény
Torrance Shipman pompomlány, aki a Rancho Carne Középiskola végzős diákja San Diegóban. A barátja, Aaron, egyetemre megy, de korábban a Toros nevű szurkolócsapat tagja volt. A Toros a hatodik egymást követő országos bajnoki cím megszerzésére törekszik, és Torrance-t választják a következő csapatkapitánynak. Torrance az érettségi után a rendkívül sikeres elődjét, "Big Redet" váltja, de az első edzésen egyik csapattársuk, Carver, lesérül. Torrance meghallgatást tart a helyére, és Missy Pantone-t, a képzett tornászt választja, aki ikertestvérével, Cliffel Los Angelesből igazolt át.
Miközben a Toros edzését nézi, Missy azzal vádolja őket, hogy nem a saját rutinukat adják elő, amit Torrance hevesen tagad. Missy elviszi Los Angelesbe, hogy megnézze az East Compton Clovers csapatának edzését. Isis, a Clovers csapatkapitánya ugyanazt a gyakorlatot tartja, amit a Toros. Kiderül, hogy Big Red videóra vette őket, és ellopta a gyakorlatot. A Clovers megfogadja, hogy legyőzi a Torost az országos versenyen, amelyen az előző években nem engedhették meg maguknak, hogy részt vegyenek. Közben Torrance és Cliff elkezdenek egymáshoz közel kerülni, míg Aaron távolabb sodródik.
A Toros csapat megszavazza végül, hogy idő hiányában a jelenlegi rutinnal induljanak. A következő hazai meccsen Isis és a Clovers az egész iskola előtt megalázza őket, mikor a Toros rutinjával lépnek fel. Torrance és a Toros Aaron tanácsára autómosással pénzt gyűjtenek, hogy felfogadhassanak egy koreográfust, Polastrit. Polastri az egész csapatot diétára kényszeríti és rendszeresen lekicsinyli őket, de a csapat a versenyre megtanulja a rutint. 
A regionális versenyen a Toros előtt fellépő csapat előadja Polastri rutinját, zavarba hozva a csapatot. Torrance beszél egy versenybíróval, és megtudja, hogy a koreográfusuk hat másik csapatnak tanította be ugyanazt a koreográfiát. Mint címvédő bajnokok, a Toros megkapja a helyét a floridai Daytona Beachen megrendezésre kerülő országos bajnokságon, de Torrance-t figyelmeztetik, hogy új rutinra számítanak. Összetörve a felsüléstől és Big Red szidásától Torrance a kilépést fontolgatja.
Aaron azt javasolja Torrance-nek, hogy mondjon le a csapatkapitányságról, de Torrance szakít vele, mert úgy érzi, hogy a férfi nem támogatja és meg is csalja. Cliff zenelistáját felhasználva Torrance saját rutint készít a Torosszal. Mikor híre megy, hogy a Clovers pénzügyi okok miatt nem tud részt venni a versenyen, Torrance megkéri apját, hogy szponzorálja a Cloverst. A Clovers azonban ezt nem fogadja el, és talkshowt rendeznek, hogy pénzt gyűjtsenek.
Az országos bajnokságon a Toros és a Clovers is bejut a döntőbe, ahol Cliff meglepetésszerűen megjelenik a nézőtéren, hogy szurkoljon a csapatnak. Torrance és Isis az utolsó pillanatban tanácsokat adnak egymásnak. Végül a Clovers győzedelmeskedik, a Toros pedig a második helyen végez. A vereség ellenére a Toros és a Clovers újdonsült tisztelettel távoznak egymás iránt, Isis megdicséri Torrance-t, amiért vezette a csapatot, Torrance pedig elismeri, hogy a Clovers megérdemelte a győzelmet. Miközben a Toros egy újabb sikeres szezont ünnepel, Cliff és Torrance megcsókolják egymást.

## Szereplők
| Szerep            | Színész           | Magyar hang     |
| ----------------- | ----------------- | --------------- |
| Torrance Shipman  | Kirsten Dunst     | Solecki Janka   |
| Missy Pantone     | Eliza Dushku      | Németh Borbála  |
| Cliff Pantone     | Jesse Bradford    | Markovics Tamás |
| Isis              | Gabrielle Union   | Makay Andrea    |
| Courtney          | Clare Kramer      | Roatis Andrea   |
| Whitney           | Nicole Bilderback | Szénási Kata    |
| Darcy             | Tsianina Joelson  | Mezei Kitty     |
| Kasey             | Rini Bell         | Dögei Éva       |
| Jan               | Nathan West       | Simonyi Balázs  |
| Les               | Huntley Ritter    | Előd Álmos      |
| Lava              | Shamari Fears     | Oláh Orsolya    |
| Jenelope          | Natina Reed       | Zsigmond Tamara |
| Lafred            | Brandi Williams   | Peller Anna     |
| Vöri              | Lindsay Sloane    | Erdős Borcsa    |
| Carver            | Bianca Kajlich    | Árkosi Kati     |
| Bruce Shipman     | Holmes Osborne    | Végh Ferenc     |
| Christine Shipman | Sherry Hursey     | Hirling Judit   |
| Justin Shipman    | Cody McMains      | Borbíró András  |
| Sparky Polastri   | Ian Roberts       | László Zsolt    |

## Fogadtatás

### Kritikai visszhang
A film általánosságban jó fogadtatásban részesült. A Rotten Tomatoeson 65%-os minősítést ért el 124 értékelés alapján, az összefoglaló szerint: „A sablonos, üde történet ellenére a filmet meglepően szórakoztató nézni, főleg a nagy energiának és annak köszönhetően, hogy humorosan parodizálja a pompomlányokat, ahelyett, hogy túl komolyan venné magát.” Lisa Alspector a Chicago Readertől azt írta: „Ez a komoly és íves történet - amely annyira gyors tempójú, hogy a formulák csodálatosan elfedik - kamaszos energiával és mérsékelt szexualitással rendelkezik, és egy melegen didaktikus szitkom erkölcsi programjával van átitatva.” Kevin Thomas a Los Angeles Timestól azt írta: „Ropogósan jó forgatókönyv, éles rendezés.” A. O. Scott a New York Timestól azt írta: „Az a tény, hogy egy pattogós tinédzser sportvígjáték még a faji és gazdasági egyenlőtlenségek komoly kérdései felé is képes gesztusokat tenni, lenyűgöző, ahogyan az is, hogy időnként valódi szatíra is felcsendül.”
A MetaCritic 52 pontot adott a 100-ból 31 vélemény alapján. Rita Kempley a Washington Posttól azt írta: „A vidám népséghez szóló elrontott dicshimnusz, amelyben több pattogás van, mint a legtöbb tinédzser királynőkről szóló mesében.” Robert Koehler a Varietytől azt írta: „Sikerül megjelenítenie a szurkolás fizikai lendületét és követelményeit.” Jay Carr a Boston Globe-tól azt írta: „Dunst a nagy oka annak, hogy a film felülemelkedik az azonnal visszautasítható képleten, a campy popon.”

### Bevétel adatai
A Box Office Mojo szerint a produkció masszív siker volt. A 11 millió dolláros költségvetésből 90 millió dolláros bevételt kaszált a film.